# Milan Hejný

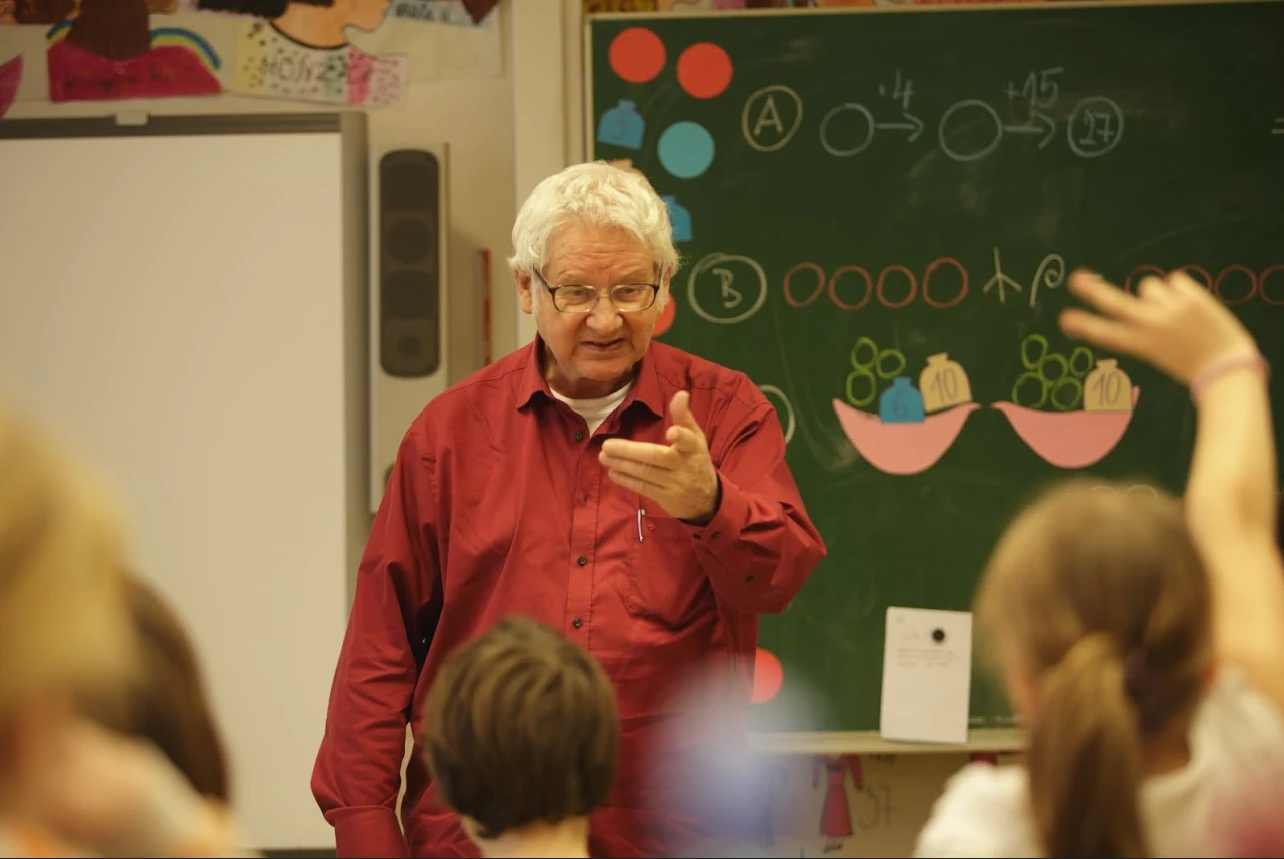
Milan Hejný

Milan Hejný (* 23. Mai 1936, Turčiansky Svätý Martin, Tschechoslowakei) ist ein tschechischer und slowakischer Mathematiker und Mathematikpädagoge. Er arbeitet an der Pädagogischen Fakultät der Karlsuniversität in Prag.

## Leben
Hejný hat die Mathematisch-physikalische Fakultät der Karlsuniversität in Prag absolviert. Er arbeitet dann an der ČVUT in Prag, VŠD in Žilina und MFF in Bratislava. Seit 1991 arbeitet er als an der Pädagogischen Fakultät der Karlsuniversität in Prag, wo er Professor ist. Er hat ab Mitte der 1970er Jahre eine neue didaktische Methode für die Mathematik entwickelt, die sog. Hejný Methode. Dabei wird es den Schülern (Grundschule) überlassen, eigene mathematische Konzepte ohne Eingreifen des Lehrers zu entwickeln, wozu ihnen konkrete  Hilfsmittel etwa in Form von geometrischen Modellen und Bausteinen zur Verfügung gestellt werden. Ziel ist die Ausbildung eines mentalen Netzwerks mathematischer Schemata bei den Kindern. Ein erstes darauf basierendes Schulbuch wurde 2007 vom tschechischen Unterrichtsministerium zugelassen und weitere folgten (dazu gründete Hejný den Verlag H-Mat).

## Schriften
- mit Darina Jirotková: Contributions of geometry to the goals of education in mathematics, Orbis Scholae, Band 6, 2012, S. 57–67, pdf
- Exploring the Cognitive Dimension of Teaching Mathematics through Scheme-oriented Approach to Education, Orbis Scholae, Band 6, 2012, S. 41–55, pdf